# Ruský cestovní pas

Ruský cestovní pas (rusky Заграничный паспорт гражданина Российской Федерации) je dokument vydávaný ministerstvem vnitra ruským občanům pro mezinárodní cestování. Tento pas se liší od vnitřního ruského pasu, což je ruský doklad totožnosti nutný pro účely cestování a identifikace v Rusku. Ruští občané musí při odjezdu nebo vstupu do Ruska použít své cestovní pasy, pokud necestují do/ze země, kde je ruský vnitřní pas uznáván jako platný cestovní doklad.
Po rozpadu Sovětského svazu v roce 1991 byl sovětský cestovní pas nadále vydáván až do roku 1997 s platností 5 let, kdy byl vydán první moderní ruský pas. První verze pasů vydaná v roce 1997 byla psána ručně. Pasy vydané v letech 2000 až 2010 byly strojově čitelné, měly platnost 5 let a měly 36 stran. V roce 2006 Rusko vydalo první strojově čitelné biometrické pasy a v roce 2010 byl design biometrických pasů upraven tak, aby obsahoval 46 stran a měl platnost 10 let.
Občané mladší 18 let, kteří cestují bez rodičů, musí mít písemný souhlas obou rodičů s povolením vycestování ze země. Pokud dítě cestuje s jedním rodičem, není nutný souhlas druhého rodiče. Články 20 a 21 federálního zákona „O vstupu do Ruské federace a odjezdu z Ruské federace“ upravují pouze odjezd z Ruska a nemají nic společného s požadavky jiných zemí na vstup do těchto zemí.
Kromě běžných cestovních pasů existují dva speciální druhy cestovních pasů pro cesty do zahraničí: diplomatické pasy a služební pasy (vydávají se státním zaměstnancům v zahraničí na služební účely).

## Informační stránka
- Fotografie
- Typ dokladu ("P" jako "passport")
- Kód státu ('RUS')
- Číslo dokladu
- Příjmení
- Jméno
- Státní občanství (Ruská federace)

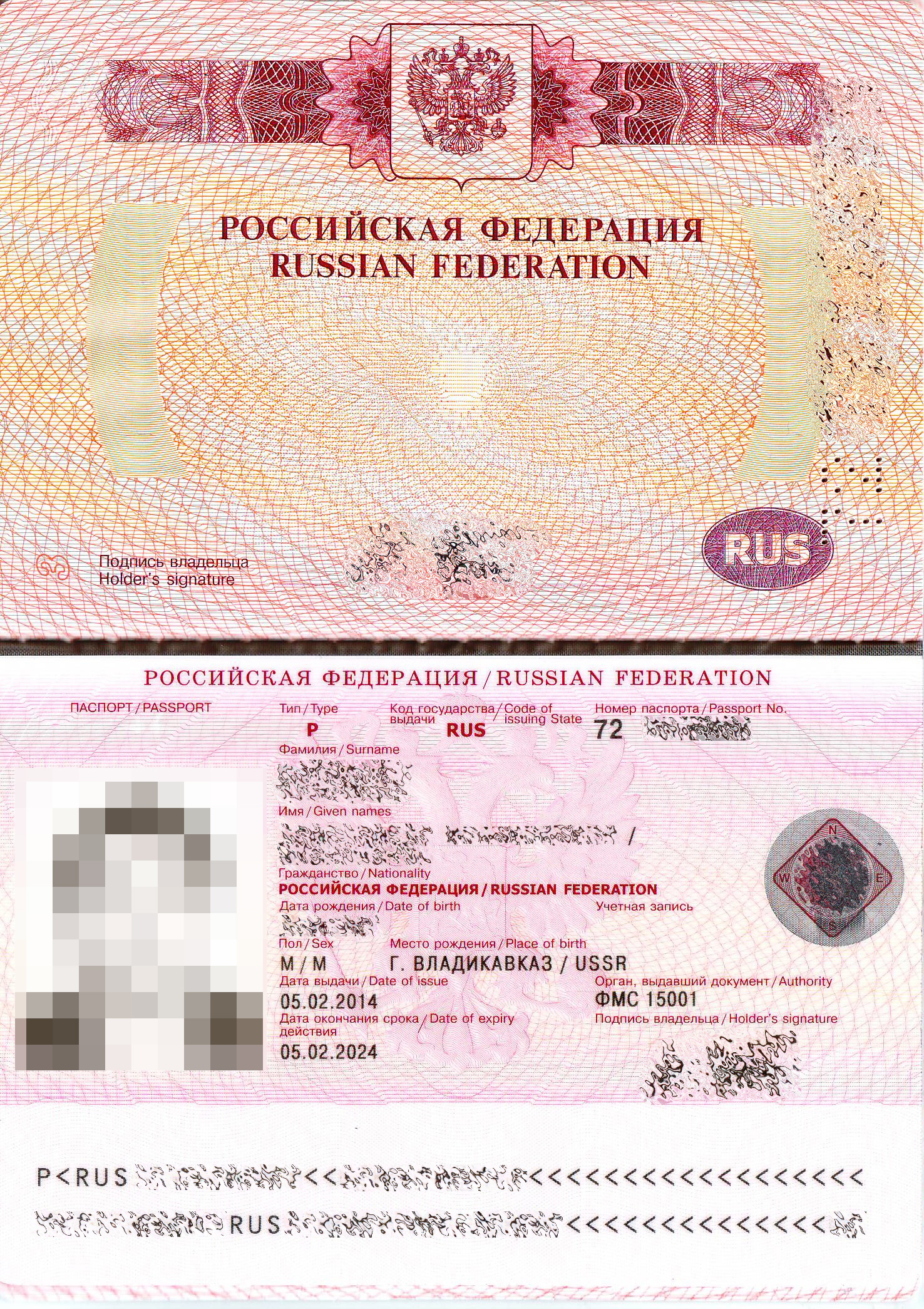
Informační stránka (vzor 2014)

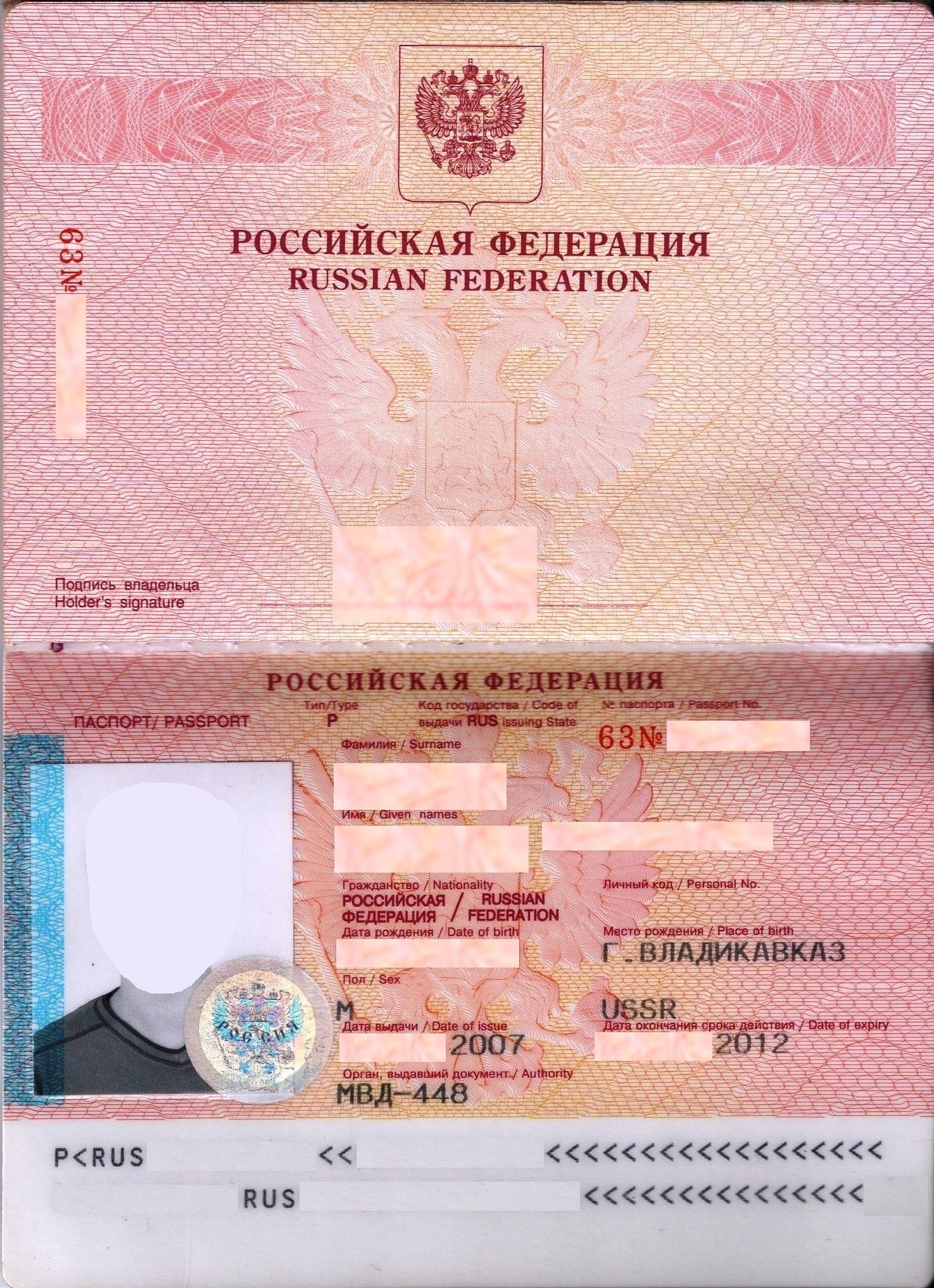
Informační stránka (vzor 2007)

- Datum narození (DD.MM.YYYY formát)
- Místo narození
- Pohlaví
- Datum vydání
- Platnost do
- Pas vydal
- Podpis držitele

## Vízové požadavky

Rusko
Svoboda pohybu
Vízum není třeba
Vízum udělována při příjezdu
Elektronické vízum (eVisa)
Vízum dostupné online i při příjezdu
Vízum zdarma pro skupinu
Vízum předem
Cesta zapovězena

Vízové požadavky pro ruské občany jsou administrativní omezení vstupu ze strany úřadů jiných zemí uvalená na občany Ruska. Od 11. ledna 2022 měli ruští občané bezvízový při příjezdu do 119 zemí a území, čímž se ruský pas zařadil na 46. místo z hlediska svobody cestování (spolu s Palauskými ostrovy) podle indexu vízových omezení Henley.[zdroj?]